# دراگومان، بلغارستان

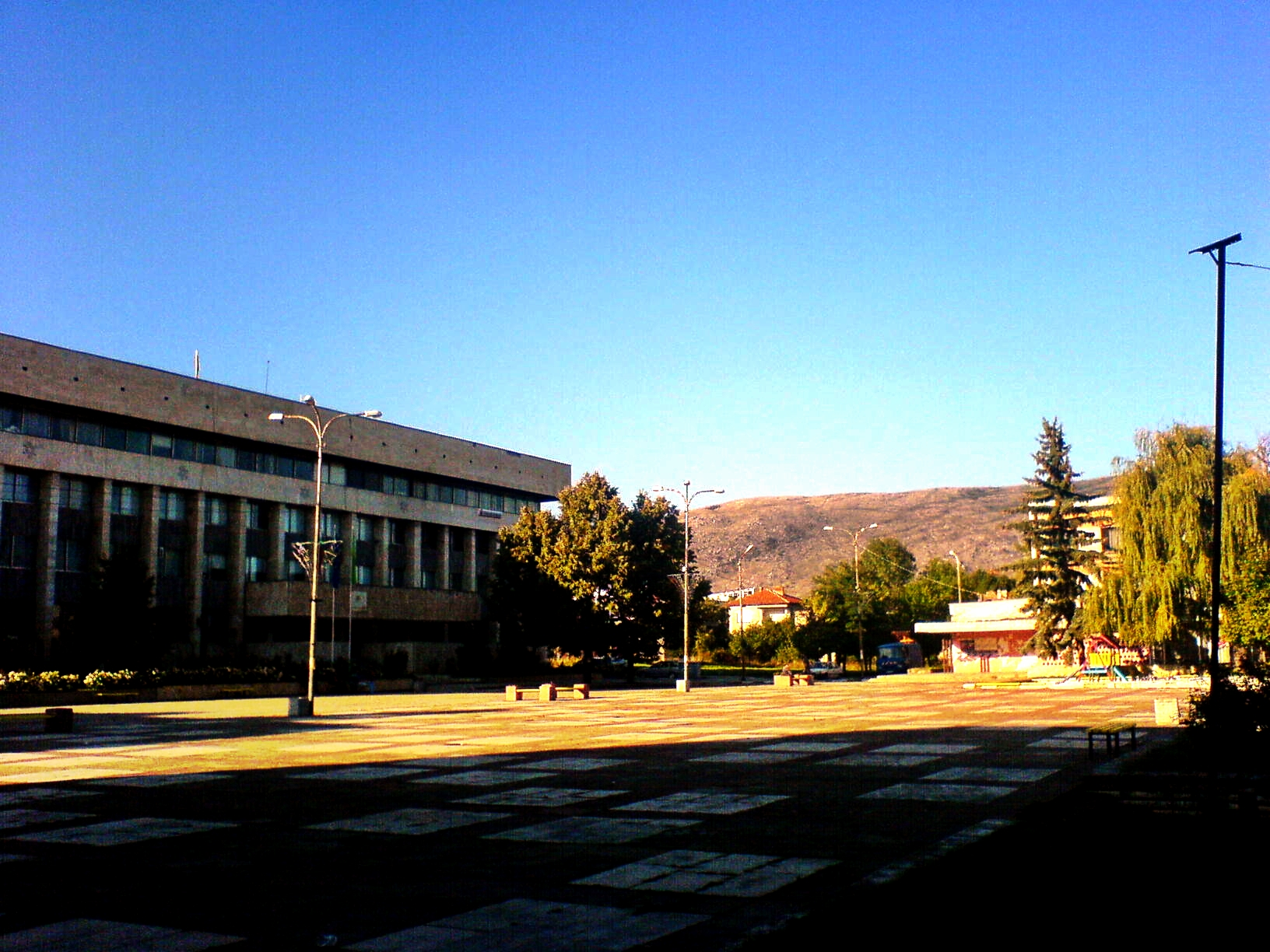
نمایی از دراگومان، شهری در استان صوفیه کشور بلغارستان - ۲۰۰۷

دراگومان شهری در استان صوفیه کشور بلغارستان است که جمعیت آن در سال ۲۰۰۱ میلادی ۳٬۵۵۱ نفر بوده‌است.